# 肥前久保站

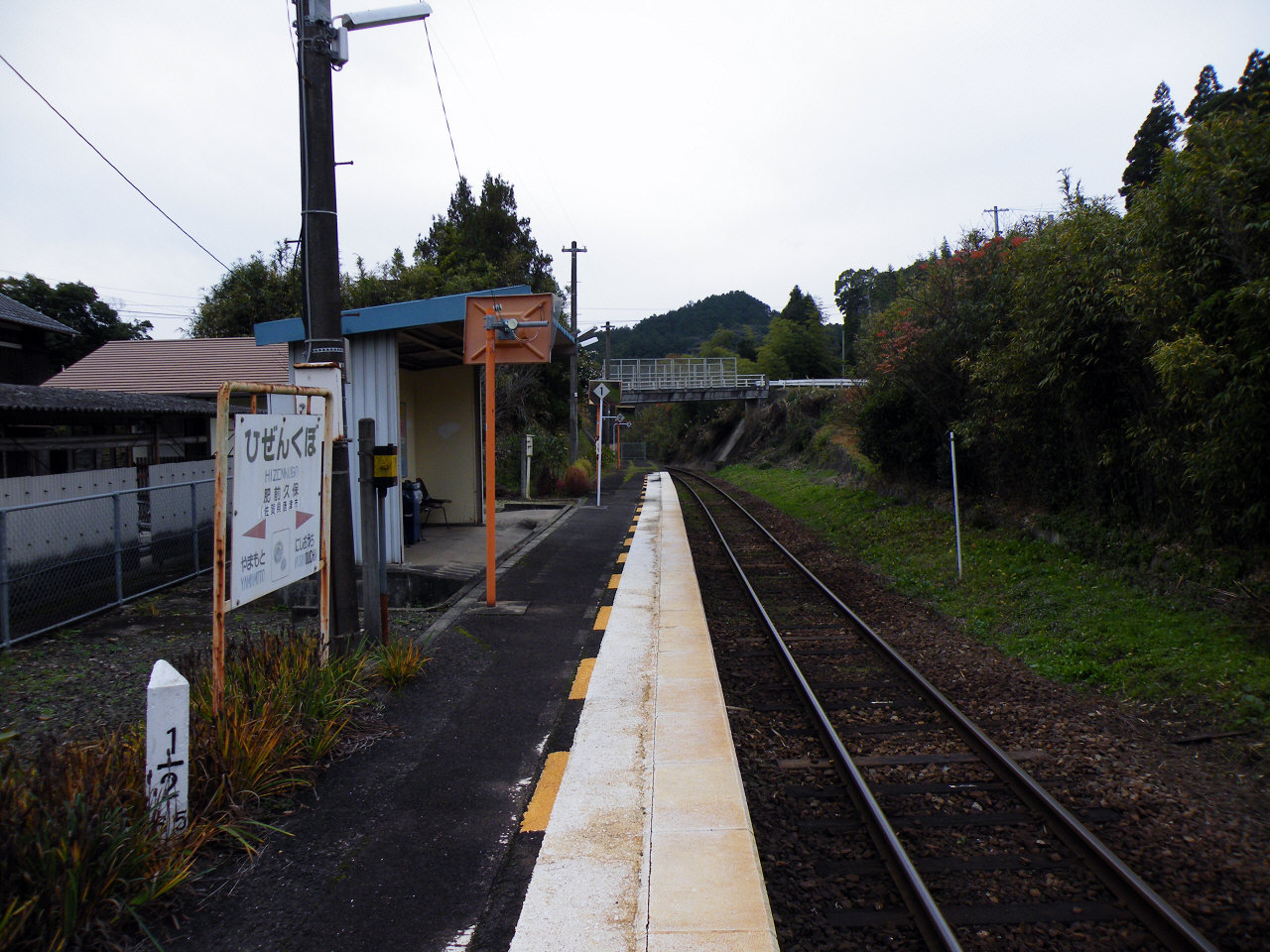
月台（2008年12月）

肥前久保站（日语：／ Hizen-Kubo eki */?）是位於佐賀縣唐津市相知町久保，九州旅客鐵道（JR九州）的筑肥線車站。

## 車站構造

### 站房
車站採用簡易車站模式運作，並建有一座以木搭成的單層站房一座，為第二代站房。概念與同線路上的佐里站相同，因應原有站房老化及早改為無人車站，故將原有的站房拆去，另重新建造一座簡易式站房，命名為「櫻館」。新站房比原來站房細小，前端為半開放式候車區域，設有候車長櫈，右側另設有一間室內候車室，同樣放置了候車長木櫈；至於其餘部份，則用作男、女獨立式洗手間。另外，站房獨立於月台範圍，原則上乘客只須從路面通過月台出入口直接進入便可，無須先經過站房。
過往在站前的小商店可代售車票，為簡易委託站。但隨商店結業，已再沒有其他店舖接手車票售賣事宜。站房前方則設置了一座有蓋單車停泊場。

### 月台

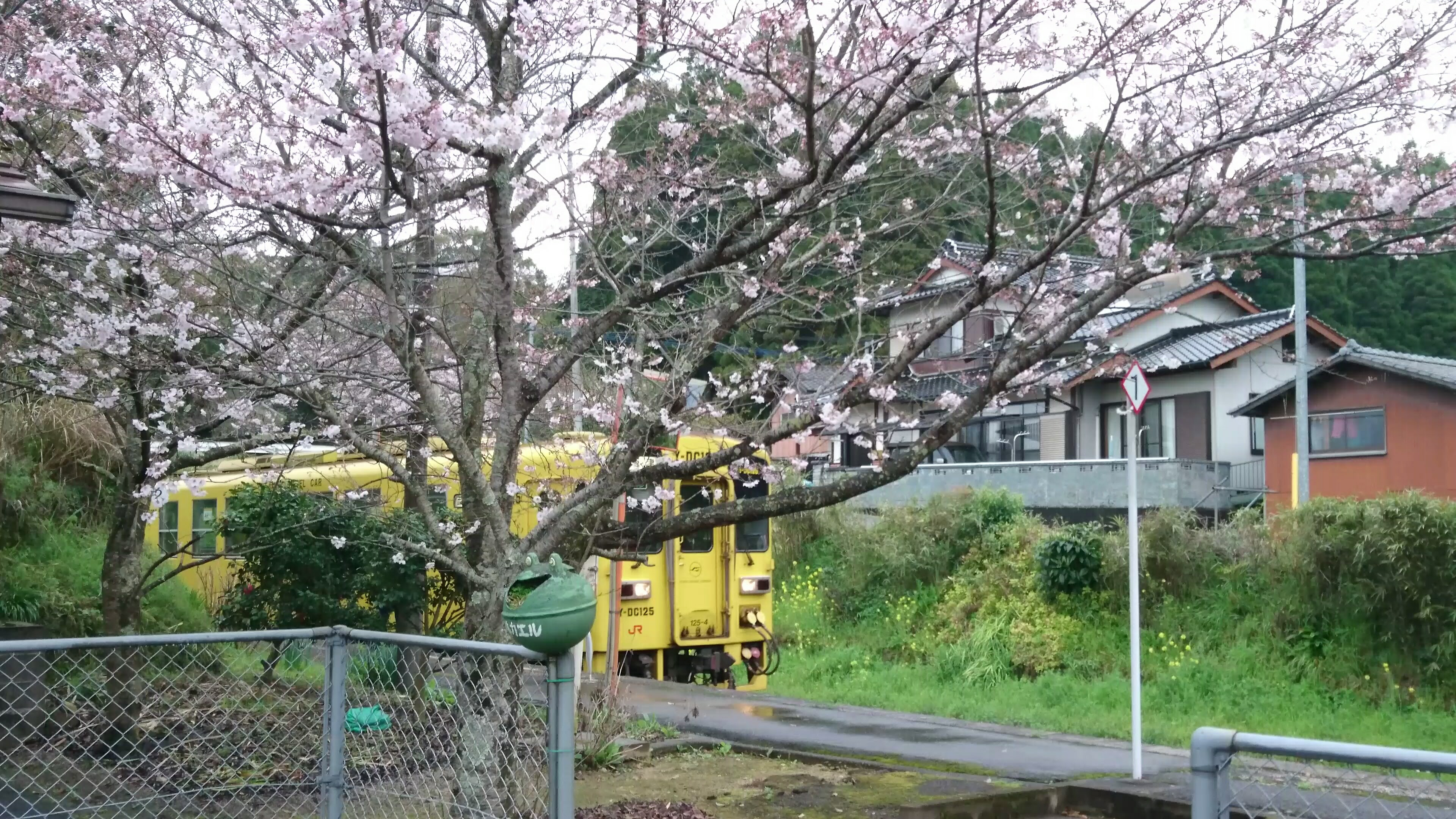
站內

設有1面1線的單式月台，有效長度為3輛。列車不可交會。在月台入口旁邊建有附水泥底座、以鐵皮及木所搭成的有蓋候車亭一座，並附有一張三獨立座位塑膠椅、以及一張同樣以塑膠製成的長櫈。
列車靠站時，往伊萬里方向為左側上落，往唐津方向為右側上落。
| 路線    | 方向 | 目的地                      |
| ------- | ---- | --------------------------- |
| ■筑肥線 | 上行 | 經■唐津線往唐津、西唐津方向 |
| ■筑肥線 | 下行 | 伊萬里方向                  |

另外，從月台上可遠觀唐津線的路軌。

## 歷史
- 1935年3月1日：北九州鐵道（日语：北九州鉄道）山本站至伊萬里站之間開通[1]，此站啟用。當時車站名為「幡隨院站」（ばんずいいんえき）。
- 1937年10月1日：北九州鐵道被國有化，改為鐵道省筑肥線[2]，同時改稱「肥前久保站」。
- 1962年10月1日：取消貨物提取服務[3]。
- 1971年3月31日：取消手提行李提取服務[4]。並且降為無人站[5]。
- 1987年4月1日：隨國鐵分割民營化，車站由九州旅客鐵道（JR九州）營運[6]。

## 使用狀況
相比同線道內的其餘大部份車站，本站周邊有相對較多的民居，並形成了一個小集落，車站位於集落的西北方，但是使用量仍然偏低。最後一次錄得每天平均使用人數為2011年度，2012年度起再沒有車站的使用數據；又JR九州自2016年度起只公佈首300位最高日均使用量後，本站也從未打進排行榜及使用量超過100人次的附錄表內。
| 乘車人次變化 | 乘車人次變化 | 乘車人次變化 |
| 年度         | 1日平均人次  | 出處         |
| ------------ | ------------ | ------------ |
| 2000         | 19           | [ 統計 1 ]   |
| 2001         | 16           | [ 統計 1 ]   |
| 2002         | 17           | [ 統計 1 ]   |
| 2003         | 15           | [ 統計 1 ]   |
| 2004         | 13           | [ 統計 1 ]   |
| 2005         | 12           | [ 統計 1 ]   |
| 2006         | 9            | [ 統計 1 ]   |
| 2007         | 13           | [ 統計 1 ]   |
| 2008         | 12           | [ 統計 1 ]   |
| 2009         | 13           | [ 統計 1 ]   |
| 2010         | 15           | [ 統計 1 ]   |
| 2011         | 16           | [ 統計 1 ]   |
|              |              |              |
| 2016         | <100         | [ 統計 2 ]   |
| 2017         | <100         | [ 統計 3 ]   |
| 2018         | <100         | [ 統計 4 ]   |
| 2019         | <100         | [ 統計 5 ]   |
| 2020         | <100         | [ 統計 6 ]   |
| 2021         | <100         | [ 統計 7 ]   |
| 2022         | <100         | [ 統計 8 ]   |
| 2023         | <100         | [ 統計 9 ]   |

## 相鄰車站
九州旅客鐵道（JR九州）
■筑肥線
山本－肥前久保－西相知

### 統計數據
1. ↑  佐賀縣統計年鑑
2. ↑   (PDF). 九州旅客鉄道. 2017-07-31  [2017-08-01]. （原始内容 (PDF)存档于2017-08-01）.
3. ↑   (PDF). 九州旅客鉄道.   [2019-03-10]. （原始内容 (PDF)存档于2019-07-06） （日语）.
4. ↑   (PDF). 九州旅客鉄道.   [2018-07-13]. （原始内容存档 (PDF)于2019-12-06） （日语）.
5. ↑  駅別乗車人員上位300駅（2019年度） （页面存档备份，存于），JR九州。
6. ↑  駅別乗車人員上位300駅（2020年度） （页面存档备份，存于），JR九州。
7. ↑  駅別乗車人員上位300駅（2021年度） （页面存档备份，存于），JR九州。
8. ↑  駅別乗車人員上位300駅（2022年度） （页面存档备份，存于），JR九州。
9. ↑   (PDF).   [2025-04-24]. （原始内容存档 (PDF)于2024-09-19）.

## 外部連結
- JR九州肥前久保站（日語）